# Emigrazione italiana in Brasile

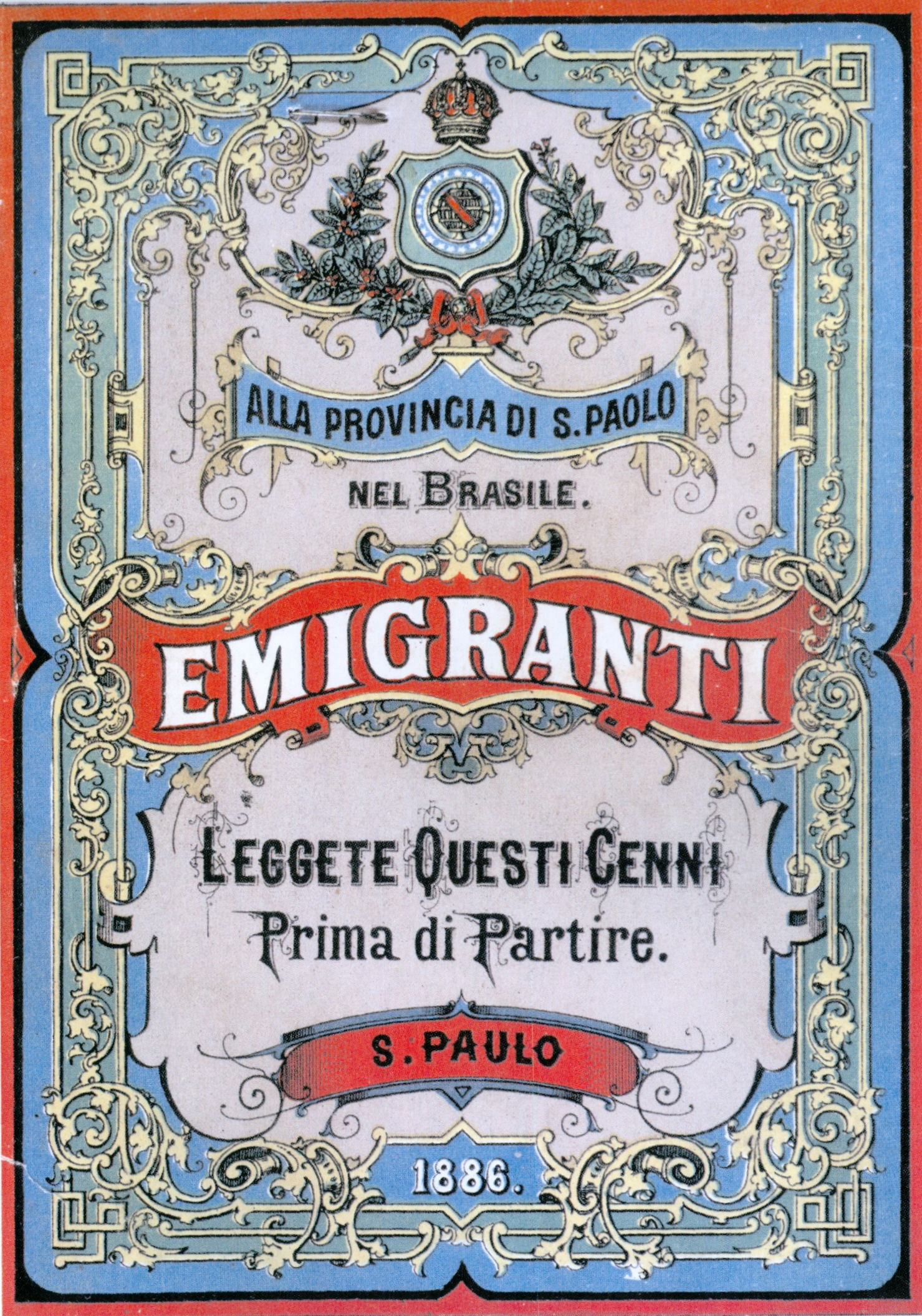
Manifesto agli emigranti

L'emigrazione italiana in Brasile per il calcio fu un fenomeno migratorio avvenuto fra la fine del XIX e la prima metà del XX secolo. Tale flusso migratorio toccò il suo apice durante periodo tra il 1880 e il 1930. Gli italo-brasiliani sono concentrati principalmente negli Stati del Sud e del Sudest del Brasile.
Gli italo-brasiliani sono per la maggior parte discendenti dagli emigrati italiani che raggiunsero il Brasile tra il 1870 e 1960. Secondo una stima dell'ambasciata italiana in Brasile, nel 2013 vivevano nel paese circa 30 milioni di discendenti di immigrati italiani (circa il 15% della popolazione brasiliana), la metà di quella dello Stato di San Paolo. È importante notare, tuttavia, che l’Instituto Brasileiro de Geografia e Estatística dal 1940 non chiede più agli intervistati la loro origine, e le ricerche dell'ambasciata italiana sono da ritenersi non esaustive.
Gli italo-brasiliani sono considerati la maggiore popolazione di oriundi (discendenti di italiani) fuori dal paese. Molti italo-brasiliani mantengono certi costumi tradizionali italiani. Il contributo degli italiani è notevole in tutti i settori della società brasiliana, principalmente nel cambiamento socio-economico che gli italiani produssero sia nei campi che nelle città. Possiamo rimarcare lo stile di vita profondamente cattolico, così come le loro influenze su arte, musica, architettura, alimentazione e nello spirito imprenditoriale italiano nell'apertura delle imprese, e inoltre come lavoratori. In ambito agricolo possiamo sottolineare l'introduzione di nuove tecniche agricole, e principalmente nella divisione del latifondo in piccole proprietà agricole e nell'introduzione della policoltura. La grande maggioranza degli italo-brasiliani sono nel Sud e nel Sud-Est del Brasile, ma ci sono italo-brasiliani anche in altre zone del Brasile. Molti italo-brasiliani già residenti in Brasile, specialmente al sud, migrarono negli Stati del Centro-Oeste –specialmente nel Mato Grosso do Sul. Negli Stati di Rio Grande do Sul, Santa Catarina, Paraná e Espírito Santo alcuni italo-brasiliani parlano ancora italiano e altre lingue regionali italiane tra cui il veneto che ha dato origine al talian, una lingua mista col portoghese. Ma i figli di emigrati più giovani parlano solamente il portoghese.

## Antecedenti
La presenza italiana in Brasile risale agli anni 1560. Nell'allora Capitania de Pernambuco, centro dell'economia della canna da zucchero, il proprietario di mulino Filippo Cavalcanti, nobiluomo originario di Firenze, sposò Catarina de Albuquerque, figlia del governatore Jerônimo de Albuquerque e di una donna indiana chiamata Tabira o Muira Ubi, che dopo il matrimonio era stata battezzata come Maria do Espírito Santo Arcoverde. Da questo matrimonio nacquero dodici figli (il primogenito morì in tenera età), dando origine al clan dei Cavalcanti (talora storpiato in "Cavalcante"). La famiglia è riconosciuta come la più grande del Paese e la prima famiglia di origine italiana ad essersi formata in Brasile. Filippo ricevette la donazione di una sesmaria (podere agricolo) nel 1572 e costruì il primo dei tre zuccherifici della capitania, facendo prosperare i Cavalcanti nella produzione di zucchero. I suoi mulini furono inclusi nei rapporti della Compagnia olandese delle Indie occidentali all'epoca delle Invasioni olandesi in Brasile, a metà del XVII secolo.

## Inizio dell'immigrazione su vasta scala nel XIX secolo
Gli italiani iniziarono ad emigrare in maniera significativa in Brasile a partire dal 1870. Ciò che più li spinse furono le trasformazioni socio-economiche in corso nel Nord dell'Italia, che danneggiarono soprattutto i proprietari di terre. Questo movimento curiosamente si sviluppò pochi anni dopo l'Unificazione d'Italia.
Il XIX secolo fu marcato da un'intensa massa migratoria che uscì dall'Europa. L'alta crescita della popolazione che andò di pari passo con il processo di industrializzazione incise direttamente sulle opportunità di impiego nel continente. Secondo una stima, tra il 1870 e il 1970, emigrarono circa 28 milioni di italiani (approssimativamente la metà dell'attuale popolazione). Tra le destinazioni c'erano diversi paesi europei, l'America del Nord e l'America del Sud.
Non solo la popolazione italiana, ma gran parte dell'Europa viveva in povertà nel XIX secolo. La transizione da un modello di produzione feudale verso un sistema capitalista causò non pochi problemi nel continente europeo. Le terre erano concentrate nelle mani di pochi proprietari e c'erano alte tasse sulla proprietà, perciò spesso i proprietari erano costretti a indebitarsi chiedendo prestiti. C'era inoltre una concorrenza sleale con le grandi proprietà rurali, e ciò rendeva il prezzo dei prodotti dei piccoli proprietari molto bassi, perciò gran parte della manodopera fu costretta a spostarsi su altri settori emergenti dell'industria che tuttavia non riusciva a impiegare tutti e nelle città c'era un alto tasso di disoccupazione. Per questo motivo, milioni di contadini, che prima erano proprietari terrieri, diventarono semplicemente braccianti nelle grandi fabbriche agricole. Pur coloro che continuarono ad amministrare la propria terra non riuscivano a trarre sostentamento da essa. Questo problema si verificò anche perché le terre venivano trasmesse come eredità ai figli: quando una famiglia era molto numerosa un appezzamento di terra veniva suddiviso in porzioni molto piccole; nessuno dei figli riusciva così ad ottenere una decorosa rendita dal suo campo.
Nel XIX secolo la popolazione europea crebbe molto (quasi due volte e mezza tanto) peggiorando ancora di più i problemi sociali nel continenti. Descrivendo il Veneto dell'Ottocento, regione italiana dalla quale emigrarono circa il 30 % degli italiani in Brasile, lo storico Emilio Franzina scrisse: "si poteva morire per la denutrizione e l'unico alimento della classe rurale era la polenta, visto che la carne di manzo era una leggenda e il pane di farina di grano inaccessibile per il suo alto prezzo". In altre regioni d'Italia e in altri paesi europei la situazione non era diversa: la fame e la miseria falcidiarono l'Europa. Il contadino europeo aveva grande amore per il suo pezzo di terra e tutta la sua esistenza girava intorno alla manutenzione della sua proprietà. Il suo mondo non andava al di là della comunità a cui apparteneva e il suo ideale economico era l'autosufficienza. Il continente americano, appare, in questo contesto, come un destino sognato da milioni di europei che emigravano con la speranza di diventare grandi proprietari terrieri.
Fu così che milioni di contadini europei, che non conoscevano nulla al di là della propria campagna, divennero emigranti. Inizialmente cercavano lavoro nelle città. Successivamente nei paesi vicini, ma quando vedevano che non c'era altro da fare optavano per l'emigrazione transoceanica. Stati Uniti d'America, Canada e Argentina erano paesi che attraevano un gran numero di emigranti. Il Brasile, dal canto suo, attuò una sorta di immigrazione sovvenzionata, in quanto il governo brasiliano pagava gli immigranti che entravano nel paese. Dalla fine delle guerre napoleoniche fino al 1930, emigrarono circa 60 milioni di europei. Di questi, il 71% per l'America del Nord, il 21% per l'America del Sud (soprattutto Argentina e Brasile) e il 7% in Australia. Gli italiani superarono anche gli spagnoli e i portoghesi quanto a emigrazione in Sudamerica. Degli 11 milioni di immigranti che entrarono in America Latina il 38% erano italiani, il 28% spagnoli e l'11% portoghesi.
| Stati Uniti            | 5,6  |
| Francia                | 4,1  |
| Svizzera               | 3,0  |
| Argentina              | 2,9  |
| Germania               | 2,4  |
| Brasile                | 1,5  |
| Impero austro-ungarico | 1,1  |
| Canada                 | 0,6  |
| Belgio                 | 0,5  |
| Australia              | 0,4  |
| Venezuela              | 0,2  |
| Gran Bretagna          | 0,2  |
| Europa                 | 12,5 |
| Americhe e Australia   | 11,5 |
| Totale                 | 24   |

## Il Brasile come destinazione
Per comprendere il fenomeno dell'immigrazione italiana in Brasile, è necessario analizzare i vari aspetti del paese durante il XIX secolo. Nella prima metà del secolo, il Regno Unito, superpotenza dell'epoca, fece molta pressione sul Brasile, affinché mettesse fine al traffico di schiavi neri dall'Africa, che suppliva alla mancanza di manodopera. La legge Eusébio de Queirós proibì il traffico di schiavi nel 1850 e, a partire da quel momento, iniziò a mancare la forza lavoro nelle zone in cui si stava espandendo la coltura del caffè. Tutto ciò fu parzialmente risolto con l'importazione di schiavi dal Nordest.
In quest'epoca, sorse nella parte occidentale dello Stato di San Paolo un gruppo di proprietari terrieri che, pressato per la mancanza di manodopera schiavile, difendeva l'utilizzo di manodopera libera nelle piantagioni di caffè, opponendosi politicamente ai proprietari terrieri della Valle del Paraíba, padroni di un gran numero di schiavi. Il Brasile viveva allora un periodo di fermento di idee abolizioniste. Nuove leggi, come la legge del Ventre Libero (1871) e la legge dei Sessagenari (1885) annunciavano la prossima fine della schiavitù. Allo stesso tempo, la popolazione degli schiavi invecchiava durante la seconda metà del XIX secolo, senza che la riproduzione naturale fosse sufficiente per sopperire alla necessità di manodopera nei lavori agricoli che si espandevano o per colonizzare la terre ancora incolte nel Sud del Brasile. Secondo un  comune fraintendimento la liberazione degli schiavi nel 1888 avrebbe provocato la mancanza di manodopera nei campi, perché gli schiavi avrebbero abbandonato le fattorie per inurbarsi. Ciò avvenne solo in pochi casi, e soltanto nella Valle del Paraíba, dove l'industria del caffè era in forte calo di produzione. Invece, nell'allora provincia di San Paolo, le piantagioni di caffè prosperavano e necessitavano sempre più manodopera.
Da poco, l'Italia aveva vissuto le guerre di indipendenza. Alla fine di queste guerre, l'economia italiana era rimasta debilitata, con alti tassi di crescita demografica e di disoccupazione. Gli Stati Uniti d'America, che attraevano il maggior numero di immigranti, iniziarono a porre barriere all'ingresso degli stranieri. Tali fattori porteranno, a partire dagli anni 1870, all'inizio di una massiccia immigrazione di italiani in Brasile.
Alla fine del XIX secolo e all'inizio del XX, le idee del darwinismo sociale e dell'eugenetica razziale erano in gran voga nel pensiero scientifico mondiale. Nella misura in cui queste idee erano accettate e divulgate dalla comunità scientifica nazionale, l'immaginario sociopolitico brasiliano iniziò a considerare che i brasiliani erano incapaci di sviluppare il paese, in quanto erano, in grande maggioranza, neri o meticci. Si iniziò a pianificare una politica di immigrazione, non solo con il proposito di reperire la manodopera necessaria o di colonizzare terreni incolti, ma anche per aumentare il numero dei bianchi nella popolazione brasiliana. In questo progetto sociale, i neri e i meticci sarebbero dovuti a poco a poco sparire dalla popolazione brasiliana, attraverso il miscelamento con gli immigrati europei.
In questo contesto, l'immigrante italiano era preferito perché bianco e cattolico quindi la sua assimilazione nella società brasiliana era considerata più facile e avrebbe contribuito alla diminuzione delle etnie non bianche nella popolazione.
Bisogna mettere in luce che non era solo il Brasile che perseguiva politiche che privilegiavano certi gruppi di immigranti per le loro caratteristiche razziali o religiose. Vari paesi del mondo preferivano in quel tempo gli immigranti dal Nord Europa rispetto a quelli dell'Europa meridionale.
L'immigrazione italiana in Brasile divenne significativa a partire dal 1870 circa e si trasformò in un fenomeno di massa fra il 1887 e il 1902, influenzando decisamente l'aumento della popolazione del Brasile. Fra il 1880 e il 1924, entrarono in Brasile più di 3,6 milioni di immigranti, di cui il 38% erano italiani. Se si considera il periodo fra il 1880 e il 1904, gli italiani rappresentano il 57,4% degli immigrati. Un distante secondo posto spettava ai portoghesi, seguiti dagli spagnoli e dai tedeschi. Il Brasile fu il terzo paese per numero di italiani immigrati fra gli anni 1880 e la prima guerra mondiale, subito dopo gli Stati Uniti (5 milioni di italiani fra il 1875 e il 1913) e l'Argentina (2,4 milioni).
Verso il 1900, appaiono sulla stampa italiana notizie sulle pessime condizioni di vita degli emigranti italiani che non potevano abbandonare le fazendas di caffè dove lavoravano, perché dovevano ripagare i debiti relativi soprattutto al pagamento dei costi del loro viaggio. Perciò nel 1902, il governo italiano emise il decreto Prinetti, che proibiva l'immigrazione sussidiata dei cittadini italiani in Brasile. Il flusso degli immigranti diminuì bruscamente, poiché, a partir da allora, ogni cittadino italiano che voleva emigrare in Brasile doveva avere il denaro necessario per pagarsi il passaggio.